# 5. Korps Bihać

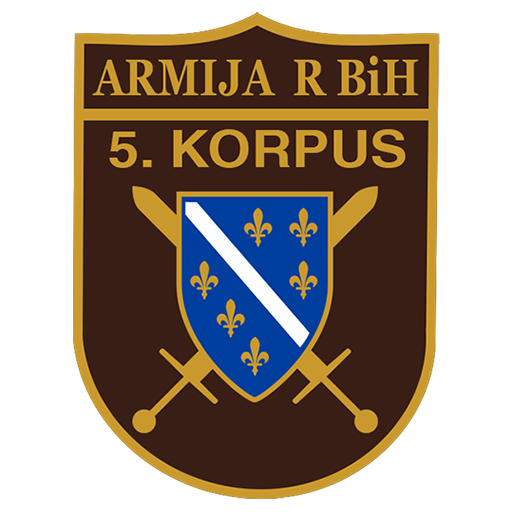
Abzeichen des 5. Korps Bihać

Das 5. Korps Bihać war eines von sieben Korps der Armee der Republik Bosnien und Herzegowina während des Bosnienkriegs. Es wurde am 21. Oktober 1992 in der Umgebung von Cazin im Nordwesten Bosniens gegründet und bestand bis 1995. Das Einsatzgebiet war die Bosnische Krajina. Das Hauptquartier befand sich in Bihać. Bei der Gründung des Korps hatte es eine Stärke von 10.152 Soldaten. Das Korps kämpfte hauptsächlich gegen die  Armee der Republika Srpska, aber auch gegen die Volksverteidigung Westbosnien (NOZB) der Autonomen Provinz Westbosnien während der Kämpfe um Velika Kladuša.

## Operationen während des Bosnienkrieges
Das Korps hat während des Bosnienkrieges an folgenden Operationen teilgenommen:
- Operation Munja 93'
- Operation Grabez 94'
- Operation Breza 94'
- Operation Hasin Vrh 94'
- Operation Pećigrad 94'
- Operation Tigar 94'
- Operation Grmeč 94'
- Operation Oluja
- Operation Sana 95'

## Kommandanten
- Atif Dudaković
- Ramiz Dreković
- Major Ramiz Duraković
- Major Mirsad Sedić
- Ejub Topić
- Sakib Butković
- Bećir Sirovina
- Izet Nanić

## Brigaden
- 1. bihaćka pješadijska brigada
- 2. bihaćka musl.-hrv. pješadijska brigada
- 1. cazinska pješadijska brigada
- 105. bužimska pješadijska brigada
- 101. muslimanska krajiška brigada
- 111. bosanskokrupska pješadijska brigada
- 1. velikokladuška pješadijska brigada
- 5. bataljon vojne policije
- 5. mješovita artiljerijska baterija
- 5. inžinjerijska četa
- 5. tenkovska četa
- 5. mješovita lahka baterija
- Odred za specijalna dejstva
- 5. logistička baza